# Orthotrichum callistomum
Orthotrichum callistomum är en bladmossart som beskrevs av Fischer-ooster, Bruch och W. P. Schimper in B.S.G. 1850. Orthotrichum callistomum ingår i släktet hättemossor, och familjen Orthotrichaceae. Inga underarter finns listade i Catalogue of Life.